# Fürjes
Fürjes (szerbül Загајица / Zagajica) település Szerbiában, a Vajdaságban, a Dél-bánsági körzetben, Versec községben.

## Fekvése
Versectől délre, Izbistye, Porány és Párta közt fekvő település.

## Története
Fürjes neve csak a török időktől ismert, ekkor már mint lakott hely volt említve.
Az 1717-es kamarai jegyzékben, a verseczi kerületben Sakaiza néven, 37 házzal sorolták fel.
1723-1725. között gróf Mercy térképén Sagaic, majd az 1761-es térképen Sagaitza (Szagajcza) alakban szerepelt.
1773-ban, amikor Mária Terézia királynő rendeletére a két bánsági katonai határőrvidéket, újabb helységek hozzácsatolásával, megnagyobbították, a német-szerb Határőrvidék területéhez csatolták; de 1873-ban Temes vármegyéhez került.
1910-ben 1254 lakosából 8 fő magyar, 18 fő német, 37 fő román, 1146 szerb, 36 egyéb (legnagyobbrészt cigány) anyanyelvű volt. Ebből 18 fő római katolikus, 3 fő ág. hitv. evangélikus, 1212 fő görögkeleti ortodox 12 fő egyéb vallású volt. A lakosok közül 43 fő tudott magyarul. Írni és olvasni 618 fő tudott.
A trianoni békeszerződés előtt Temes vármegye Fehértemplomi járásához tartozott.

## Népesség

### Demográfiai változások
| 1948 | 1953 | 1961 | 1971 | 1981 | 1991 | 2002 | 2011 |
| ---- | ---- | ---- | ---- | ---- | ---- | ---- | ---- |
| 1185 | 1184 | 1214 | 1055 | 928  | 790  | 575  | 500  |

## Nevezetességek
- Görögkeleti temploma - 1805-ben épült

## Jegyzetek

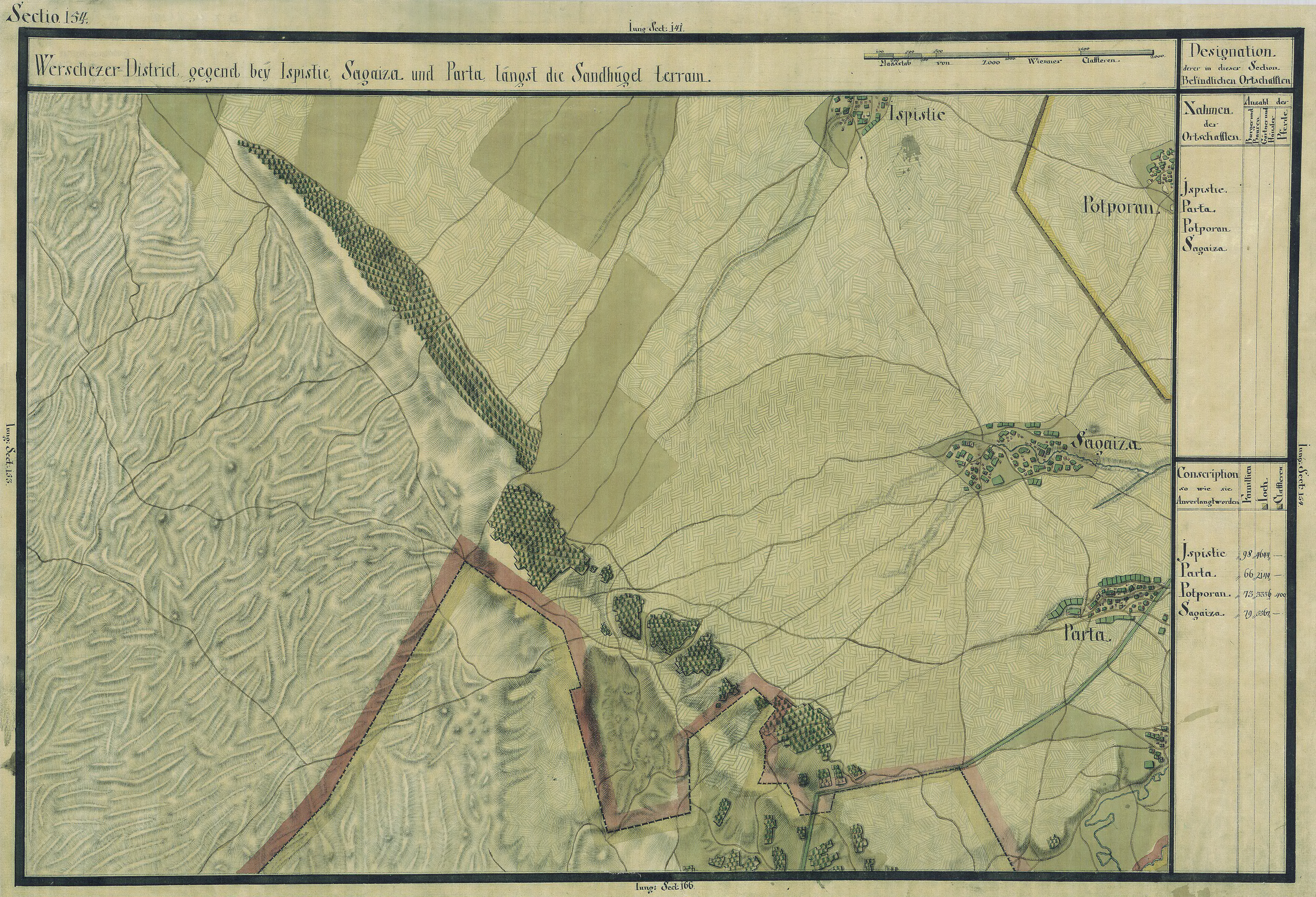
Fürjes egy régi térképen